# HD 101933
HD 101933，又名BD-05 3340，SAO 138375、HR 4510，是一颗恒星，视星等为6.07，位于銀經274.69，銀緯52.45，其B1900.0坐标为赤經11h 38m 48.6s，赤緯-6° 52.45′ 15″。